# 女本位主义
女本位主义（英语：Gynocentrism）指一切唯独从女性视角出发看待问题的世界观，一切以女性立场为唯一参考系来评判是非对错的价值体系，一切仅从女性视角和角度出发的思维方式，和一切只为女性利益考虑的思想观念，行为实践或行事风格。
与之相伴的是雄性可弃置性（英语：Male Disposability），指整个社会视男性为用后即弃的工具，将男性价值与其所能创造的社会财富、所能贡献的资源及所能提供服务的“工具人”价值紧紧绑定，男性的存在本身被空壳化和虚无化。
女本位主义属于男人自行之路（MGTOW）所探讨的核心概念之一。